# Liste der brasilianischen Botschafter in Schweden

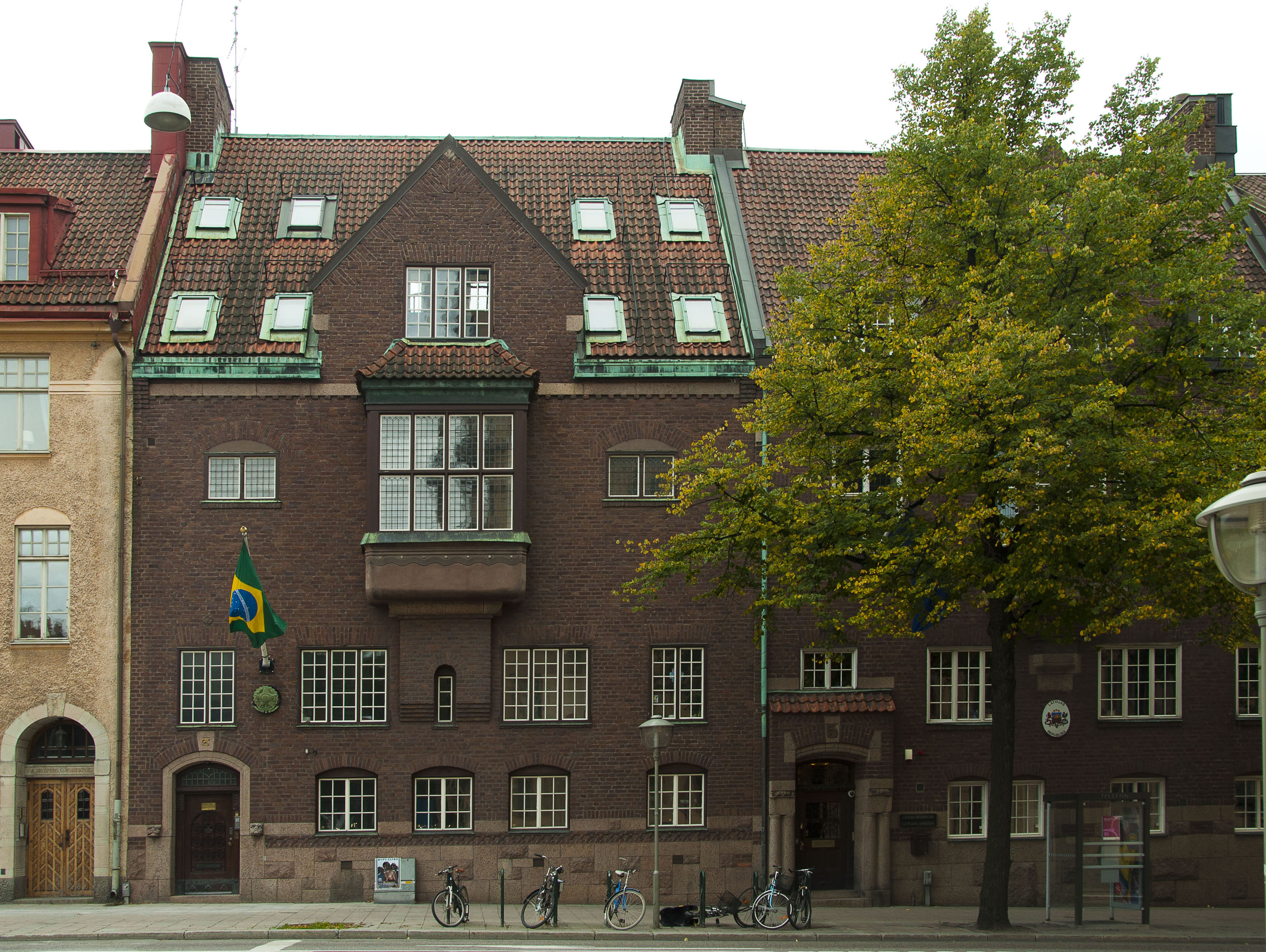
Die brasilianische Botschaft am Odengatan 3 in Stockholm.

Liste der brasilianischen Botschafter in Schweden.

## Botschafter
| Ernannt / Akkreditiert | Name                                     | Bemerkungen                                                                    | ernannt von                        | akkreditiert bei     | Posten verlassen |
| ---------------------- | ---------------------------------------- | ------------------------------------------------------------------------------ | ---------------------------------- | -------------------- | ---------------- |
| 1912                   | Dario Galvão                             | Geschäftsträger                                                                | Hermes Rodrigues da Fonseca        | Karl Staaff          | 1913             |
| 1913                   | Josá de Oliveira Murineli                | Geschäftsträger                                                                | Hermes Rodrigues da Fonseca        | Karl Staaff          | 1914             |
| 3. Juli 1914           | Alfredo de Barro Moreira                 | außerordentlicher Gesandter und Ministre plénipotentiaire                      | Venceslau Brás Pereira Gomes       | Hjalmar Hammarskjöld | 10. Juli 1914    |
| 1914                   | José de Oliveira Murineli                | Geschäftsträger                                                                | Venceslau Brás Pereira Gomes       | Hjalmar Hammarskjöld |                  |
| 9. Dez. 1914           |                                          | ohne diplomatische Vertretung                                                  | Venceslau Brás Pereira Gomes       | Hjalmar Hammarskjöld | 1. März 1916     |
| 1916                   | José de Paula Rodrigues Alves            | Geschäftsträger                                                                | Venceslau Brás Pereira Gomes       | Hjalmar Hammarskjöld | 1917             |
| 22. Juli 1917          | José de Paula Rodrigues Alves            | Ministerresidente                                                              | Venceslau Brás Pereira Gomes       | Carl Swartz          | 5. Sep. 1918     |
| 1918                   | Carlos Alberto Moniz Gordilho            | Geschäftsträger                                                                | Francisco de Paula Rodrigues Alves | Carl Swartz          | 1919             |
| 11. Juli 1919          | Alfredo de Almeida Brandão               | Ministerresidente                                                              | Epitácio da Silva Pessoa           | Carl Swartz          | 18. Dez. 1920    |
| 1920                   | Octávio de Telfé                         | Geschäftsträger                                                                | Epitácio da Silva Pessoa           | Hjalmar Branting     | 1921             |
| 17. Juni 1921          | Alfredo de Almeida Brandão               | außerordentlicher Gesandter und Ministre plénipotentiaire                      | Epitácio da Silva Pessoa           | Oscar von Sydow      | 19. Juni 1926    |
| 1926                   | Carlos Maximiano de Figueiredo           | Geschäftsträger                                                                | Washington Luís Pereira de Sousa   | Carl Gustaf Ekman    |                  |
| 12. Dez. 1926          | Epaminondas Leite Chermont               | außerordentlicher Gesandter und Ministre plénipotentiaire                      | Washington Luís Pereira de Sousa   | Carl Gustaf Ekman    | 10. Apr. 1929    |
| 11. Apr. 1929          | Armindo de Mello Franco                  | außerordentlicher Gesandter und Ministre plénipotentiaire                      | Washington Luís Pereira de Sousa   | Arvid Lindman        | 8. Nov. 1932     |
| 1932                   | Djalma Pinto Ribeiro de Lessa            | Geschäftsträger                                                                | Getúlio Vargas                     | Felix Hamrin         |                  |
| 20. Nov. 1932          | Frederico de Castelo Branco Clark        | († 11. Oktober 1971) außerordentlicher Gesandter und Ministre plénipotentiaire | Getúlio Vargas                     | Felix Hamrin         | 14. Feb. 1939    |
| 1939                   | Murillo Tasso Fragoso                    | Geschäftsträger                                                                | Getúlio Vargas                     | Per Albin Hansson    |                  |
| 2. Apr. 1939           | Samuel de Souza Leão Gracie              | außerordentlicher Gesandter und Ministre plénipotentiaire                      | Getúlio Vargas                     | Per Albin Hansson    | 1. Nov. 1939     |
| 2. Nov. 1939           | Sebastião Sampalo                        | außerordentlicher Gesandter und Ministre plénipotentiaire                      | Getúlio Vargas                     | Per Albin Hansson    | 10. Mai 1945     |
| 1945                   | Oton Sarmento                            | Geschäftsträger                                                                | José Linhares                      | Per Albin Hansson    |                  |
| 1945                   | Manuel Antônio Maria de Pimentel Brandão | Geschäftsträger                                                                | José Linhares                      | Per Albin Hansson    |                  |
| 28. Aug. 1945          | Manuel César de Góes Monteiro            | außerordentlicher Gesandter und Ministre plénipotentiaire                      | José Linhares                      | Per Albin Hansson    | 4. Feb. 1950     |
| 1950                   | Hermes Rodrigues da Fonseca Filho        | Geschäftsträger                                                                | Eurico Gaspar Dutra                | Östen Undén          |                  |
| 24. Okt. 1950          | Antônio de Vilhena Ferreira Braga        | außerordentlicher Gesandter und Ministre plénipotentiaire                      | Eurico Gaspar Dutra                | Östen Undén          | 16. Okt. 1954    |
| 17. Okt. 1954          | José Cochrane de Alencar                 | außerordentlicher Gesandter und Ministre plénipotentiaire                      | João Café Filho                    | Tage Erlander        | 15. Feb. 1956    |
| 1956                   | Aluysio Guedes Regis Bittencourt         | Geschäftsträger                                                                | Juscelino Kubitschek               | Tage Erlander        |                  |
| 14. März 1956          | Landulpho Antônio Borges da Fonseca      | außerordentlicher Gesandter und Ministre plénipotentiaire                      | Juscelino Kubitschek               | Tage Erlander        | 14. Apr. 1956    |
| 1956                   | Landulpho Antônio Borges da Fonseca      | Geschäftsträger                                                                | Juscelino Kubitschek               | Tage Erlander        |                  |
| 1956                   | Félix Baptista de Faria                  | Geschäftsträger                                                                | Juscelino Kubitschek               | Tage Erlander        |                  |
| 1. Aug. 1956           | Edgard Fraga de Castro                   |                                                                                | Juscelino Kubitschek               | Tage Erlander        | 14. Mai 1964     |
| 1964                   | Manuel Baptista Peixoto de Magalhães     | Geschäftsträger                                                                | Pascoal Ranieri Mazzilli           | Tage Erlander        | 1965             |
| 19. Jan. 1965          | Luiz Leivas Bastian Pinto                |                                                                                | Humberto Castelo Branco            | Tage Erlander        | 17. Jan. 1969    |
| 1969                   | Lineu Medina Martins                     | Geschäftsträger                                                                | Tancredo Neves                     | Ingvar Carlsson      |                  |
| 14. Feb. 1969          | Aluísio Napoleão de Freitas Rego         |                                                                                | Aurélio de Lira Tavares            | Olof Palme           | 20. Apr. 1973    |
| 1. Jan. 1975           | José Augusto de Macedo Soares            |                                                                                | Ernesto Geisel                     | Olof Palme           | 27. März 1975    |
| 8. März 1975           | Manuel Antônio Maria de Pimentel Brandão | Geschäftsträger                                                                | Ernesto Geisel                     | Olof Palme           | 31. Dez. 1975    |
| 10. Sep. 1979          | Cláudio Garcia de Souza                  | Geschäftsträger                                                                | Ernesto Geisel                     | Thorbjörn Fälldin    | 27. Nov. 1984    |
| 1987                   | Luiz Augusto Pereira Souto Maior         |                                                                                | José Sarney                        | Ingvar Carlsson      |                  |
| 1990                   | Affonso Celso de Ouro Preto              |                                                                                | Fernando Collor de Mello           | Ingvar Carlsson      |                  |
| 2000                   | Elim Saturnino Ferreira Dutra            |                                                                                | Fernando Henrique Cardoso          | Göran Persson        |                  |
| 2011                   | Leda Lúcia Martins Camargo               |                                                                                | Dilma Rousseff                     | Fredrik Reinfeldt    |                  |
| 21. Sep. 2018          | Nelson Antonio Tabajara de Oliveira      |                                                                                |                                    |                      | 23. Dez. 2021    |
| 8. März 2022           | Maria Luisa Escorel De Moraes            | zugleich zuständig für Lettland                                                |                                    |                      |                  |